# Gen putativo
Un gen putativo es un segmento de ADN que se cree que es un gen. Los genes putativos pueden compartir similitudes de secuencia con genes ya caracterizados y, por lo tanto, se puede inferir que comparten una función similar, pero la función exacta de los genes putativos permanece desconocida. Las secuencias recién identificadas se consideran candidatos de genes putativos cuando se encuentra que los homólogos de esas secuencias están asociados con el fenotipo de interés.

## Ejemplos
Ejemplos de estudios que involucran genes putativos incluyen el descubrimiento de 30 genes receptores putativos encontrados en el órgano vomeronasal de rata (VNO) y la identificación de 79 cajas TATA putativas encontradas en muchos genomas de plantas.

## Importancia práctica
Para definir y caracterizar un grupo de genes biosintéticos, primero se deben identificar todos los genes putativos dentro del grupo y se deben caracterizar sus funciones. Esto se puede realizar mediante experimentos de complementación y bloqueo de genes ("knockout"). En el proceso de caracterizar genes putativos, el genoma en estudio se comprende cada vez más a medida que se pueden identificar más interacciones. La identificación de genes putativos es necesaria para estudiar la evolución genómica, ya que una proporción significativa de genomas forman familias más grandes de genes relacionados. La evolución genómica se produce mediante procesos como la duplicación de genes individuales, segmentos del genoma o genomas completos. Estos procesos pueden resultar en pérdida de función, función alterada, o ganancia de función, y pueden tener efectos drásticos en el fenotipo.
Las mutaciones del ADN fuera de un gen putativo pueden actuar por efecto posicional, en el que alteran la expresión del gen. Estas alteraciones dejan intacta la unidad de transcripción y el promotor del gen, pero pueden involucrar promotores distales, elementos potenciadores / silenciadores o el entorno de la cromatina local. Estas mutaciones pueden estar asociadas con enfermedades o trastornos asociados con el gen.

## Identificación
Los genes putativos pueden identificarse agrupando grandes grupos de secuencias por patrones y ordenándolos por similitud mutua o pueden inferirse mediante cajas TATA potenciales.
Los genes putativos también se pueden identificar reconociendo las diferencias entre los grupos de genes bien conocidos y los grupos de genes con un patrón único.
Se han desarrollado herramientas de software para identificar automáticamente genes putativos. Esto se hace buscando familias de genes y probando la validez de genes no caracterizados en comparación con genes ya identificados.
Los productos proteicos se pueden identificar y ser utilizados para caracterizar el gen putativo que los codifican.